# Dreamcast
La Dreamcast (ドリームキャスト, Dorīmukyasuto) est une console de jeux vidéo développée par Sega, et le successeur de la Saturn. Commercialisée dès novembre 1998 au Japon, elle est la première console de sixième génération présente sur le marché, avant ses concurrentes — la PlayStation 2 de Sony, la Xbox de Microsoft et la GameCube de Nintendo. Son nom est composé des mots dream (rêve) et cast (de broadcast : diffuser). Elle a été connue pendant son développement sous les noms Blackbelt, Dural et Katana.
Contrairement à la Saturn, fabriquée en utilisant du matériel informatique onéreux créé spécifiquement pour cette console, la Dreamcast est conçue pour réduire les coûts grâce à l'utilisation de composants standardisés, dont un CPU Hitachi SH4 et un GPU NEC PowerVR2. Si la Dreamcast est accueillie assez froidement par le public japonais, son lancement en Europe et aux États-Unis a été une réussite, en partie grâce à la vaste campagne de marketing lancée par Sega. Mais l'intérêt que porte le public à la console diminue au fur et à mesure que Sony multiplie les annonces concernant sa future console, la Playstation 2. Malgré plusieurs baisses de prix, le chiffre d'affaires ne répond pas aux attentes de Sega et l'entreprise continue d'enregistrer des pertes financières importantes. Après un changement de direction, Sega cesse la fabrication de la Dreamcast le 31 mars 2001. La firme ne produit pas de nouvelle console et se retire ainsi complètement du milieu hardware des jeux vidéo de salon en se restructurant pour devenir un éditeur tiers. Lorsque la production de la console est interrompue, 8,06 millions de consoles Dreamcast ont été vendues dans le monde entier.
Bien que la Dreamcast ait eu une courte durée de vie et un support limité de la part des développeurs tiers, les critiques l'ont qualifiée de console en avance sur son temps. Sa ludothèque contient de nombreux jeux considérés comme créatifs et innovants, parmi lesquels Crazy Taxi, Jet Set Radio et Shenmue, ainsi que des portages de qualité de nombreux jeux Sega sortis sur le système d'arcade NAOMI.
Elle est également la première console livrée en standard avec un modem, lui permettant un support de jeu en ligne, de se connecter à Internet et ainsi de consulter des pages web ou bien de lire des courriels.

## Historique

### Sega avant laDreamcast
Lorsqu'elle sort en 1988, la Mega Drive (connue sous le nom de Sega Genesis en Amérique du Nord) marque l'entrée de Sega dans la quatrième génération des consoles de jeux vidéo. Vendue à 40,75 millions d'exemplaires dans le monde, la Mega Drive est la console de Sega la plus vendue. La Saturn, qui succède à la Mega Drive, sort au Japon en 1994. La Saturn est une console équipée d'un lecteur de CD-ROM qui génère des visuels en 2D et en 3D, mais son architecture complexe, basée sur deux processeurs la rend plus difficile à programmer que sa principale concurrente, la PlayStation de Sony. Bien que la Saturn soit sortie avant la PlayStation au Japon et aux États-Unis,, son lancement surprise aux États-Unis, qui a eu lieu quatre mois plus tôt que la date prévue à l'origine,,, est gâché par des problèmes de distribution limitée, qui perdurent jusqu’à l’arrêt de la production de la console. De plus, les avantages que Sega pouvait espérer retirer d'une sortie anticipée de sa nouvelle console sont quasiment réduits à néant par une annonce faite de manière simultanée par Sony concernant le prix de la PlayStation : elle est vendue au prix de 299 dollars, contre 399 dollars pour la Saturn,,. Durant les années qui suivent la sortie de la PlayStation, Sony réussit à s'imposer sur le marché des consoles de jeux vidéo, en partie grâce au long retard pris par Nintendo dans le développement d'une console 3D concurrente, et aux dommages causés à la réputation de Sega par la vente d'extensions pour la Mega Drive dont le suivi est médiocre, voire quasi inexistant (en particulier la 32X),. Mais si la PlayStation connaît un succès immédiat aux États-Unis, c'est aussi grâce à la campagne publicitaire massive qui accompagne sa sortie, et à un solide soutien des éditeurs tiers, Sony ayant réussi à les attirer en mettant à leur disposition d'excellents outils de développement et en fixant le prix des licences de développement à 10 dollars,. De plus, le succès de Sony est facilité par une guerre des prix lancée par Sega, qui baisse celui de la Saturn de 399 à 299 dollars, puis de 299 à 199 dollars afin d'égaler le prix de la PlayStation,,. Mais, non seulement cela ne suffit pas à relancer les ventes, car la PlayStation bénéficie d'une ludothèque plus importante que sa concurrente (ce qui n'incite pas à acheter une console Sega malgré ces baisses de prix), mais en plus comme le matériel utilisé pour fabriquer la Saturn est plus coûteux, chaque ristourne tarifaire augmente les pertes que Sega subit a chaque vente d'une Saturn. Finalement les difficultés financières de Sega ne font que s'aggraver, la firme voyant son chiffre d'affaires diminuer entre 1992 et 1995 dans le cadre d'un ralentissement de l'industrie, couplé aux mauvaises ventes de ses consoles,,.
En raison de désaccords de longue date avec Sega Japon,, Tom Kalinske, le PDG de Sega of America, se désintéresse de son travail. Le 16 juillet 1996, Sega annonce que Shoichiro Irimajiri est nommé président et CEO de Sega of America, tandis que Kalinske quitte Sega le 30 septembre de la même année,,. Sega annonce également que David Rosen, le cofondateur de Sega Enterprises, et Hayao Nakayama, le PDG de Sega Japon, ont démissionné de leurs fonctions de président et de coprésident de Sega of America, bien que les deux hommes restent des employés de l'entreprise,. Bernie Stolar, un ancien cadre de Sony Computer Entertainment of America, est nommé vice-président exécutif de Sega of America chargé du développement des produits et des relations avec les tiers,. Stolar ne soutient pas la Saturn, car il pense que cette console a été mal conçue et il annonce publiquement à l'E3 1997 que « la Saturn n'est pas notre avenir ». Après le lancement de la Nintendo 64, les ventes des jeux Saturn diminuent fortement. En août 1997, Sony contrôle 47 % du marché des consoles, Nintendo 40 % et Sega seulement 12 %. Malgré les baisses de prix et les efforts de Sega, la Saturn est un échec commercial. En raison de la mauvaise performance de la Saturn en Amérique du Nord et en Europe, Sega of America, qui gère ces deux marchés, licencie 60 de ses 200 employés à l'automne 1997.
En raison de la détérioration de la situation financière de Sega, Nakayama démissionne de son poste de président en janvier 1998 en faveur de Shoichiro Irimajiri, puis Bernie Stolar remplace Tom Kalinske comme président de Sega of America,. Après cinq années de baisse générale des bénéfices, Sega subit, au cours de l'exercice clos le 31 mars 1998, ses premières pertes financières, tant sociales que consolidées, depuis son introduction à la Bourse de Tokyo en 1988. En raison d'une baisse de 54,8 % des ventes de produits de consommation (dont une baisse de 75,4 % à l'étranger), la société enregistre une perte nette de 43,3 milliards de yens et une perte nette consolidée de 35,6 milliards de yens. Peu avant d'annoncer ses pertes financières, Sega annonce l'arrêt de la Saturn en Amérique du Nord, afin de préparer le lancement de la console qui va lui succéder,. Cette décision a pour conséquence directe de laisser le marché occidental sans jeux Sega pendant plus d'un an. Très vite, des rumeurs à propos de la future Dreamcast, diffusée principalement par Sega, commencent à circuler, et ce avant même la sortie des derniers jeux Saturn.

### Genèse
| Logo NTSC. | Logo PAL. | Logo Japon. |

Dès 1995, des rapports indiquent que Sega collabore avec Lockheed Martin, The 3DO Company, Matsushita, ou Alliance Semiconductor pour créer un nouveau GPU qui, selon des sources contradictoires, serait utilisé pour une « Saturn 2 » 64 bits ou un périphérique supplémentaire,,. En fait, le développement de la Dreamcast n'a aucun rapport avec le projet évoqué par ces rumeurs, : Tirant les leçons des mauvaises performances de la Saturn sur le marché, Irimajiri décide de se tourner vers d'autres intervenants que la division de développement matériel interne de la société pour créer une nouvelle console. En 1997, Irimajiri fait appel aux services de Tatsuo Yamamoto d'IBM pour diriger une équipe de 11 personnes travaillant sur un projet secret aux États-Unis, appelé « Blackbelt ». Pendant ce temps, une équipe interne, dirigée par Hideki Sato, commence le développement du hardware d'un autre projet baptisé « Whitebelt ». Les sources divergent concernant la manière dont ces deux projets ont été lancés en même temps. Selon certaines, c'est Sega Japon qui a décidé que les deux équipes devaient travailler sur les deux projets en même temps, tandis que d'autres suggèrent que Sato a été dérangé par le choix d'Irimajiri d'externaliser le développement et décidé de son propre chef de lancer le projet « Katana »,. Sato et son groupe choisissent pour leur projet le processeur central SH-4 fabriqué par Hitachi et le processeur graphique VideoLogic PowerVR2, fabriqués par NEC. « Whitebelt » est rapidement rebaptisé « Dural », du nom de code du combattant féminin métallique de la série Virtua Fighter de Sega,.
De son côté, le groupe de Yamamoto choisit d'utiliser des processeurs graphiques Voodoo 2 et Voodoo Banshee de 3dfx avec comme unité centrale (CPU) un Motorola PowerPC 603e, mais assez vite, la direction de Sega leur demandé d'utiliser également le SH-4. Les deux processeurs sont décrits comme étant des composants « prêts à l'emploi ». En 1997, 3dfx prépare son introduction en bourse, et, à cause d'obligations légales liées à cette introduction, dévoilé ses contrats avec Sega, y compris le développement de la nouvelle console. Cela irrite les cadres de Sega Japon, qui décident finalement de favoriser le projet Dural et de couper les liens avec 3dfx. Selon Charles Bellfield, qui est à la fois l'ancien vice-président des communications de Sega of America et l'ancien directeur de la marque NEC, les présentations des jeux utilisant la solution NEC ont mis en évidence les performances et le faible coût de l'architecture SH-4 et PowerVR. Il ajoute que « la relation de Sega avec NEC, une société japonaise, a probablement fait la différence [dans la décision de Sega d'adopter le design de l'équipe japonaise] ». Stolar, d'autre part, estime que « la version américaine, la version 3Dfx, aurait dû être utilisée. Le Japon voulait la version japonaise, et le Japon a gagné ». En conséquence, 3dfx intente une action en justice contre Sega et NEC pour rupture de contrat, qui est finalement réglée à l'amiable. Le choix d'utiliser l'architecture PowerVR a des conséquences pour Electronic Arts, un développeur de longue date pour les consoles de Sega. Electronic Arts avait investi dans la technologie 3dfx mais ne connaissait pas l'architecture finalement retenue, qui était apparemment moins puissante. Comme le rappellent Shiro Hagiwara (directeur général de la division hardware de Sega) et Ian Oliver (directeur général de la filiale Cross Products de Sega), le SH-4 a été choisi alors qu'il était encore en développement, et après un long processus de délibération, car il était le seul processeur disponible qui « pouvait s'adapter pour fournir les performances nécessaires aux calculs géométriques 3D ». En février 1998, Sega rebaptise le projet Dural « Katana », bien que certaines spécifications matérielles telles que la mémoire vive (RAM) ne soient pas encore finalisées.
Sachant que la Saturn a été handicapée par ses coûts de production élevés et son matériel complexe, Sega adopte une approche différente avec la Dreamcast. Comme les précédentes consoles Sega, la Dreamcast est conçue autour de sous-systèmes intelligents, fonctionnant en parallèle les uns avec les autres, mais les choix concernant le matériel ressemblent plus à ce qu'il se fait lors de l'élaboration d'un PC que d'une console de jeux vidéo, réduisant le coût du système. Selon Damien McFerran, « la carte mère était un chef-d'œuvre de conception et de compatibilité propre et épurée ». L'économiste chinois, et futur PDG de Sega.com, Brad Huang réussit à convaincre Isao Okawa, le président de Sega, d'inclure un modem dans chaque Dreamcast, malgré l'opposition du personnel d'Okawa à cause du coût additionnel de 15 dollars par unité,,. Pour tenir compte des changements rapides dans la livraison des données à domicile, Sega conçoit le modem de la Dreamcast pour être modulaire et remplaçable par un modèle plus performant si nécessaire. Sega choisit le format GD-ROM pour les jeux de sa nouvelle console. Le GD-ROM, qui a été développé conjointement par Sega et Yamaha Corporation, peut être produit en série à un prix similaire à celui d'un CD-ROM classique, évitant ainsi les coûts plus élevés de la technologie DVD-ROM,,. Comme le format GD-ROM peut contenir environ 1 Go de données,, contre 650 Mo pour un CD-ROM, les copies illégales de jeux Dreamcast réalisées sur des CD-ROM nécessitent parfois la suppression de certaines fonctions desdits jeux, un handicap qui n'a pas empêché la copie des logiciels Dreamcast. Microsoft développe une version personnalisée pour la Dreamcast de Windows CE avec une API DirectX et des bibliothèques de liens dynamiques, ce qui facilite le portage des jeux PC sur la plate-forme, bien que les programmeurs préférèrent finalement les outils de développement de Sega à ceux de Microsoft.
Sega organise un concours public pour trouver un nom pour sa nouvelle console et examine plus de 5 000 propositions différentes avant de choisir « Dreamcast », un mot-valise créer à partir de « dream » (rêve) et « broadcast » (diffuser). Selon Katsutoshi Eguchi, c'est le développeur de jeux japonais Kenji Eno qui a soumis le nom et créé le logo en spirale de la Dreamcast, mais cette affirmation n'est pas confirmée par Sega. Le son qui retentit au démarrage de la console est composé par le musicien japonais Ryūichi Sakamoto. Comme la Saturn a terni la réputation de Sega, la société prévoit de retirer entièrement son nom de la console et d'établir une nouvelle marque de jeu, comme Sony l'avait fait avec la PlayStation, mais l'équipe d'Irimajiri décide finalement de conserver le logo Sega sur la Dreamcast. En tout, Sega a dépensé entre 50 et 80 millions de dollars pour le développement de matériel informatique, entre 150 et 200 millions de dollars pour le développement de logiciels et 300 millions de dollars pour la promotion mondiale, une somme qu'Irimajiri, un ancien dirigeant de Honda, compare avec humour aux investissements requis pour concevoir de nouvelles automobiles,.

### Lancement

#### Un lancement décevant au Japon
Prenons l'estimation prudente de 250 000 Dreamcast (vendues), soit un quart de million d'unités à 200 $. Nous aurons un ratio de 1,5 ou deux jeux pour chaque Dreamcast vendue. C'est un demi-million de jeux. Nous pensons que nous serons à 0,5 contre 1 sur les VMU et les périphériques tels que les manettes supplémentaires et tout le reste. Cela pourrait représenter 60 à 80 millions de dollars (de chiffre d'affaires) sur une période de 24 heures. Qu'est-ce qui a déjà eu pour 60 à 80 millions de dollars de ventes dans les premières 24 heures ?
Malgré des pertes massives dues aux mauvaises ventes de la Saturn, dont une baisse de 75 % des bénéfices semestriels juste avant le lancement japonais de la Dreamcast, Sega est confiant quant à sa nouvelle console. En effet, la Dreamcast suscite beaucoup d'intérêt et les précommandes sont nombreuses. Sega annonce que Sonic Adventure, le nouveau jeu mettant en vedette Sonic, la mascotte de Sega, arrivera à temps pour le lancement de la Dreamcast, et fait la promotion du jeu avec une démonstration publique à grande échelle au Tokyo Kokusai Forum Hall,, Cependant, Sega n'arrive pas à atteindre ses objectifs d'expédition de consoles aux revendeurs pour le lancement japonais de la Dreamcast, en raison d'une pénurie de processeurs PowerVR causée par un taux de défaillance élevé dans le processus de fabrication,. Comme plus de la moitié de son stock limité de consoles a déjà été pré-commandée, Sega arrête les pré-commandes au Japon. La Dreamcast est commercialisée le 27 novembre 1998 au Japon au prix de 29 800 yens, et tout le stock mis en vente est épuisé à la fin de la journée. Cependant, sur les quatre jeux disponibles au lancement, seul Virtua Fighter 3, la plus grande réussite de l'histoire de Sega dans les salles d'arcades japonaises, se vend bien. Sega estime que 200 000 à 300 000 Dreamcast supplémentaires auraient pu être vendues avec un approvisionnement suffisant. De plus, deux jeux phares qui devaient être disponibles lors de la mise en vente de la Dreamcast, Sonic Adventure et Sega Rally Championship 2, sont retardés et ne sont mis en vente que dans les semaines qui suivent le 27 novembre. Mais malgré ces nouvelles sorties, les ventes restent moins élevées que prévu Irimajiri espérait vendre plus d'un million de Dreamcast au Japon avant février 1999, mais à cette date, moins de 900 000 consoles sont vendues. Ces méventes sapent les tentatives de Sega de se constituer une base installée suffisante pour assurer la survie de la Dreamcast après l'arrivée des nouvelles consoles des autres fabricants. Sega reçoit des rapports indiquant que des consommateurs japonais, déçus par leurs achats, ramènent leurs Dreamcast chez les revendeurs et utilisent l'argent des remboursements pour acheter des jeux PlayStation. Seaman, qui sort en juillet 1999, est considéré comme le premier grand succès de la Dreamcast au Japon,,. Avant le lancement de sa console dans les pays occidentaux, Sega réduit le prix de la Dreamcast à 19 900 yens, soit un prix qui est en dessous du seuil de rentabilité de la console, mais augmente les ventes. La réduction du prix et la sortie du jeu SoulCalibur de Namco permettent aux actions Sega de gagner 17 % a la bourse de Tokyo.
Avant la sortie de la Dreamcast, Sega subit un coup dur quand Electronic Arts, le plus grand éditeur tiers de jeux vidéo de l'époque, annonce qu'il ne développera pas de jeux pour la nouvelle console de Sega. Bing Gordon, le directeur artistique d'Electronic Arts, déclare que Sega « avait fait volte-face sur la configuration [en incluant un modem et en choisissant le PowerVR alors inconnu plutôt qu'un acteur établi comme 3Dfx], et parce que la Dreamcast est devenue le système sur lequel les développeurs d'Electronic Arts voulaient le moins travailler dans l'histoire des systèmes chez Electronic Arts, c'était à peu près tout. En fin de compte, j'ai eu l'impression que Sega ne se comportait pas comme une entreprise de hardware compétente ». Gordon affirme également que « [Sega] ne pouvait pas se permettre de nous donner le même type de licence qu'Electronic Arts a eu au cours des cinq dernières années ». Stolar livre un autre récit de l'échec des négociations avec Electronic Arts. Selon lui, c'est surtout dû au fait que Larry Probst, le président d'Electronic Arts, souhaitait que sa société ait l'exclusivité du développement des jeux de sport sur Dreamcast, ce que Stolar ne pouvait accepter en raison du récent achat par Sega de Visual Concepts, un développeur de jeux de sports, pour 10 millions de dollars. Alors que la série Madden NFL d'Electronic Arts a établi la prééminence de la société dans le domaine des simulations sportives, Stolar considère que le jeu NFL 2K de Sega est bien supérieur et offre « une expérience révolutionnaire » pour le lancement de la Dreamcast,. Alors que la Dreamcast n’aura aucun des jeux de sport populaires d'Electronic Arts, les jeux Sega Sports, développés principalement par Visual Concepts, contribuent à combler ce vide.

#### Un lancement réussi aux États-Unis
Profitant des dix mois qui ont suivi la sortie de la Dreamcast au Japon, Sega of America fait le nécessaire pour assurer un lancement américain plus réussi qu'au Japon. Travaillant en étroite collaboration avec Midway Games, qui développe quatre jeux devant accompagner le lancement américain de la Dreamcast, Sega veut avoir, au minimum, 15 jeux disponibles en même temps que la console. Malgré l'amertume persistante depuis la sortie anticipée de la Saturn et ses conséquences, Stolar réussit à renouer les liens avec les principaux détaillants américains, auxquels Sega a pré-vendu 300 000 Dreamcast. De plus, une promotion de pré-lancement permet aux consommateurs de louer la console dans les magasins de la chaîne Hollywood Video durant les mois précédant son lancement officiel, prévu en septembre. Peter Moore, le vice-président senior du marketing chez Sega of America, un fan du style marketing de Sega pendant la période Megadrive, travaille avec Foote, Cone & Belding et Access Communications pour développer la campagne « It's Thinking » ; des spots publicitaires télévisés de 15 secondes qui mettent en avant la puissance du matériel de la Dreamcast,,. Selon Moore, « Nous avions besoin de créer quelque chose qui intriguerait vraiment les consommateurs, de nous excuser un peu pour le passé, mais d'invoquer tout ce que nous aimions chez Sega, principalement depuis l'époque de la Genesis (Mega drive) ». Le 11 août, Sega of America confirme que Stolar a été licencié, laissant Moore diriger le lancement de la nouvelle console,,.
La Dreamcast sort le 9 septembre 1999 aux États-Unis, (dont les 1500 premiers acheteurs de la console recevaient une cassette vidéo promotionnelle contenant la composition de la machine) et au Canada, au prix de 199 dollars, ce que le marketing de Sega a baptisé « 9/9/99 pour 199 dollars »,,. Finalement, ce ne sont pas quinze, mais dix-huit jeux qui sont disponibles le jour du lancement de la console en Amérique du Nord,,. Sega établit un nouveau record de ventes, en vendant plus de 225 132 exemplaires de la Dreamcast en 24 heures, ce qui permet à la société de gagner 98,4 millions de dollars durant ce que Moore appelle « les 24 heures les plus importantes de l'histoire du divertissement ». Quatre jours après le lancement aux États-Unis, Sega annonce que 372 000 exemplaires de la console ont été vendus pour un total de 312 millions de dollars. En deux semaines, les ventes de Dreamcast aux États-Unis dépassent les 500 000 unités. À Noël, Sega détient 31 % du marché nord-américain des jeux vidéo. Parmi les jeux du lancement ayant connus un succès important, SoulCalibur, un jeu de combat d'arcade ayant eu droit à une amélioration graphique pour sa version Dreamcast, se vend à un million d'exemplaires, et NFL 2K de Visual Concepts, dont les ventes confirment la prédiction de Stolar concernant son potentiel,. Le 4 novembre, Sega annonce avoir vendu plus d'un million de Dreamcast. Néanmoins, le lancement est gâché par un problème technique dans l'une des usines de production de Sega, qui produit des GD-ROMs défectueux.

#### Un lancement réussi en Europe, puis déclin en 2000
La sortie de la Dreamcast en Europe a lieu le 14 octobre 1999,. Son prix de lancement est de 1 690 francs en France et 200 livres sterling au Royaume-Uni, soit environ 260 euros. Au 24 novembre, les chiffres de ventes en Europe sont de 400 000 consoles vendues, puis 500 000 à Noël 1999. Ce chiffre de 500 000 unités vendues est atteint avec 6 mois d'avance sur les prévisions de Sega. Des jeux de lancement tels que SoulCalibur, Sonic Adventure, Power Stone, Hydro Thunder, Marvel vs. Capcom, The House of the Dead 2 et NFL 2K aident la console à se forger une bonne réputation auprès des joueurs. Sonic Adventure établit même le record de vente pour un jeu Dreamcast, en s'écoulant à 2,5 M d'exemplaires. L'année 2000 semble donc démarrer sous les meilleurs auspices, les ventes de la Dreamcast augmentant de 156,5 % entre le 23 juillet et le 30 septembre 2000, battant même les ventes de la Nintendo 64 durant cette même période. Mais malgré ces chiffres encourageants, les ventes finissent par décliner et, en octobre 2000, Sega n'a vendu qu'environ 1 million de consoles en Europe, un chiffre bien en dessous de ses objectifs. Dans le cadre de la promotion par Sega de la Dreamcast en Europe, la société japonaise sponsorise quatre clubs de football européens : Arsenal F.C. (Angleterre), AS Saint-Étienne (France), U.C. Sampdoria (Italie), et le Deportivo La Corogne (Espagne).

### Arrivée des consoles concurrentes

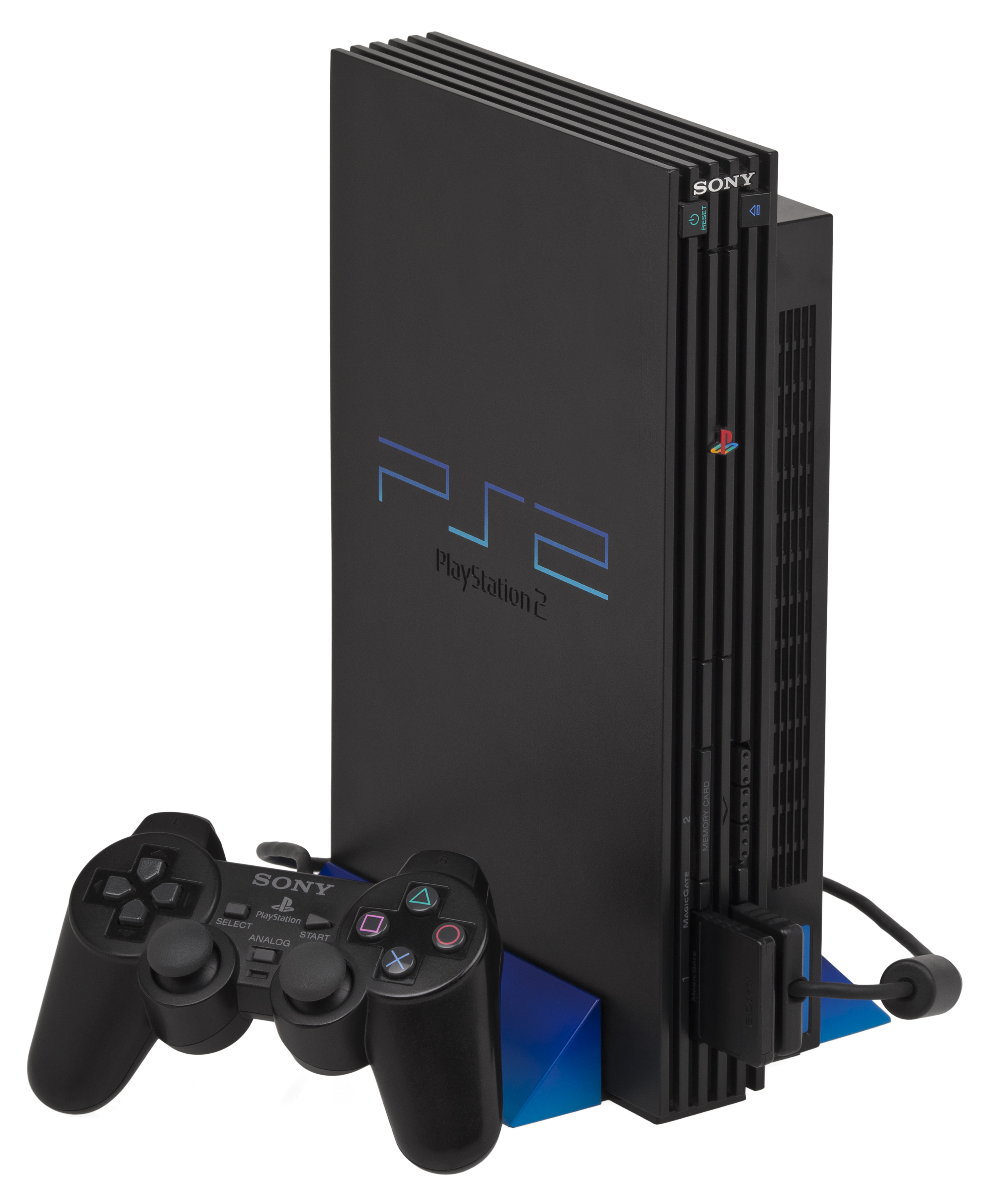
La PS2, une console concurrente de la Dreamcast.

Bien que le lancement de la Dreamcast ait été couronné de succès, fin 1999 Sony détient toujours 60 % de parts du marché global des jeux vidéo en Amérique du Nord, grâce à la PlayStation. Le 2 mars 1999, dans ce qu'un reportage appelle une « annonce très médiatisée, de type vaporware », Sony révèle les premiers détails de sa « nouvelle génération de PlayStation », qui, selon Ken Kutaragi, permettra aux jeux vidéo de transmettre des émotions sans précédent. Le centre du plan marketing de Sony et de la PlayStation 2 elle-même est un nouveau processeur cadencé à 294 MHz et développé conjointement par Sony et Toshiba : l’Emotion Engine. Kutaragi annonce qu'elle sera dotée d'un processeur graphique ayant 1 000 fois plus de bande passante que les processeurs graphiques PC du moment et des performances de calcul en virgule flottante de 6,2 gigaflops, rivalisant avec la plupart des supercalculateurs,. Sony, qui a investi 1,2 milliard de dollars dans deux grandes usines de fabrication de semi-conducteurs intégrés pour fabriquer l’Emotion Engine et le Graphics Synthesizer de la PlayStation 2, a conçu la machine pour pousser plus de polygones bruts que toute autre console de jeu vidéo de l'histoire,,. Sony affirme que la PlayStation 2 pourra afficher 75 millions de polygones bruts par seconde sans aucun effet, et 38 millions sans tenir compte de fonctionnalités telles que les textures, l'intelligence artificielle, ou la physique,,. En prenant en compte l'utilisation de tels effets, Sony estime que la PlayStation 2 pourra afficher de 7,5 à 16 millions de polygones par seconde, alors que les estimations indépendantes vont de 3 millions à 20 millions,. De son côté, Sega estime que, dans les mêmes conditions, la Dreamcast peut afficher entre 3 et 6 millions de polygones. La console utilisera également le format DVD-ROM, qui peut contenir beaucoup plus de données que le format GD-ROM de la Dreamcast. Parce qu'elle peut se connecter à Internet tout en jouant des films, de la musique et des jeux vidéo, Sony a survendu la PlayStation 2 en la présentant comme étant l'avenir du divertissement à domicile,. Des rumeurs, la plupart répandues directement par Sony, commencent à circuler : elles prétendent que la PlayStation 2 serait aussi puissante qu'un supercalculateur capable de guider des missiles et pourrait afficher des graphismes de la même qualité que ceux du film Toy Story. Kutaragi se vante des capacités en ligne de sa console, qui donnerait aux consommateurs la possibilité de « se brancher sur la Matrice ! »,,. En outre, Sony souligne que la PlayStation 2 sera rétrocompatible avec des centaines de jeux de la première PlayStation,. Les spécifications de cette console semblent rendre la Dreamcast obsolète, ce des mois avant le lancement de la PlayStation 2 aux États-Unis. Par la suite, d'autres articles révèlent que la PlayStation 2 n'est pas aussi puissante que prévu et est très difficile à programmer pour créer des jeux ; mais cela ne suffit pas à faire retomber l’intérêt des joueurs pour la future console de Sony,,. La même année, Nintendo annonce que sa console de nouvelle génération atteindra ou dépassera tout ce qui se trouve sur le marché, et Microsoft commence à développer sa propre console,,.
La dynamique initiale de Sega s’avère être éphémère, puisque si les ventes de la Dreamcast aux États-Unis dépassent les 1,5 million de consoles vendues à la fin de 1999, elles commencent à baisser dès janvier 2000. Ce repli du marché américain et les mauvaises ventes japonaises expliquent les 42,88 milliards de ¥ de pertes nettes consolidée que Sega enregistre au cours de l'exercice clôturé en mars 2000 ; qui font suite à une perte similaire de 42,881 milliards de ¥ l'année précédente. En tout, c'est la troisième année consécutive que Sega enregistre des pertes nettes consolidées,. Pourtant, le chiffre d'affaires global de Sega a augmenté de 27,4% en 1999 et les ventes de Dreamcast en Amérique du Nord et en Europe ont largement dépassé les attentes de la société, la décroissance des ventes ne commençant à devenir visible qu'a la fin de l'exercice fiscal. Mais cette augmentation des ventes coïncide avec une baisse de la rentabilité due aux investissements nécessaires pour lancer la Dreamcast sur les marchés occidentaux et aux mauvaises ventes de jeux au Japon. Dans le même temps, la baisse de la fréquentation des salles d'arcade réduit la rentabilité de l'activité arcade de Sega au Japon, ce qui conduit la société à fermer 246 salles,. Sachant qu'ils doivent « pêcher là où les poissons mordent », le président de Sega of America, Peter Moore et les développeurs japonais de Sega se concentrent sur le marché occidental pour se préparer au lancement prochain de la PS2. C'est pour cela que Sega of America lance son propre fournisseur d'accès Internet, Sega.com, dirigé par son PDG Brad Huang,,. Le 7 septembre 2000, Sega.com lance SegaNet, le service de jeux en ligne de la Dreamcast, qui permet aux utilisateurs de discuter, d'envoyer des e-mails et de naviguer sur Internet, au prix de 21,95 $ par mois,. À cette date, ChuChu Rocket!, un jeu de puzzle développé par Sonic Team, est le seul jeu Dreamcast sorti aux États-Unis qui met en avant le mode multijoueur en ligne de la console. Mais les lancements combinés de SegaNet et de NFL 2K1, un jeu de football américain utilisant de nombreuses fonctionnalités en ligne, ont pour but d'accroître la demande pour la Dreamcast sur le marché américain, en jouant justement sur l'aspect « jeu en ligne »,. Par la suite, ce service prend en charge des jeux tels que Bomberman Online, Quake III Arena et Unreal Tournament. Le lancement de SegaNet le 7 septembre coïncide avec une nouvelle campagne publicitaire visant à promouvoir ce nouveau service, notamment via les MTV Video Music Awards, qui ont lieu le même jour et que Sega sponsorise pour la deuxième année consécutive. Sega met en place des stratégies de prix agressives par rapport aux jeux en ligne. Au Japon, chaque Dreamcast vendue donne droit a une année gratuite d'accès à Internet, qu'Okawa paye personnellement. Avant le lancement de SegaNet, Sega avait déjà offert un rabais de 200 $ à tout propriétaire de Dreamcast qui achetait deux ans d'accès Internet sur Sega.com. Après le 7 septembre, pour augmenter l'attrait de SegaNet aux États-Unis, Sega baisse le prix de la Dreamcast à 149 $, et offre un rabais sur ce prix, ainsi qu'un clavier Dreamcast gratuit, a toute personne souscrivant un abonnement SegaNet de 18 mois,,.
« We had a tremendous 18 months. Dreamcast was on fire - we really thought that we could do it. But then we had a target from Japan that said we had to make x hundreds of millions of dollars by the holiday season and shift x millions of units of hardware, otherwise we just couldn't sustain the business. Somehow I got to make that call, not the Japanese. I had to fire a lot of people; it was not a pleasant day. So on January 31st 2001 we said Sega is leaving hardware. We were selling 50,000 units a day, then 60,000, then 100,000, but it was just not going to be enough to get the critical mass to take on the launch of PS2. It was a big stakes game. Sega had the option of pouring in more money and going bankrupt and they decided they wanted to live to fight another day. »
— Peter Moore, "We knew we could win" - when Dreamcast was a contender...

« Nous avons eu 18 mois formidables. (La) Dreamcast était en feu - nous pensions vraiment pouvoir y arriver. Mais ensuite, nous avons eu un objectif (de vente venant) du Japon qui disait que nous devions gagner x centaines de millions de dollars d'ici les fêtes et vendre x millions d'unités de matériel, sinon nous ne pourrions tout simplement pas continuer à exister. D'une façon ou d'une autre, je dois passer ce coup de fil, pas les Japonais. J'ai dû virer beaucoup de gens ; ce n'était pas une journée agréable. Ainsi, le 31 janvier 2001, nous avons dit que Sega quittait le (marché du) hardware. Nous vendions 50 000 unités par jour, puis 60 000, puis 100 000, mais ce n'était tout simplement pas suffisant pour obtenir la masse critique nécessaire (pour continuer à être rentable à la) suite du lancement de la PS2. C'était un gros enjeu. Sega avait l'option de verser plus d'argent et de faire faillite et ils ont décidé qu'ils voulaient vivre pour continuer à se battre. »
— "We knew we could win" - when Dreamcast was a contender...
Moore déclare qu'il faut vendre 5 millions de Dreamcast aux États-Unis d'ici la fin de l'an 2000 afin de rester une plate-forme viable, mais Sega n'atteint pas cet objectif, avec juste 3 millions de consoles,. De plus, les tentatives de Sega pour stimuler l'augmentation des ventes de Dreamcast par le biais de prix plus bas et de remises en espèces provoquent des pertes financières croissantes. Au lieu du retour aux bénéfices attendu, Sega enregistre une perte de 17,98 milliards de ¥ entre mars et septembre 2000 et la société estime que ses pertes totales seront de 23,6 milliards ¥ en fin d'année. Cette estimation se révèle être optimiste, puisque les pertes totales de Sega pour l'année 2000 sont de 58,3 milliards de yens, soit plus du double de ce qui était prévu. Et l'année qui débute n'augure rien de bon, car en mars 2001, Sega enregistre une perte nette consolidée de 51,7 milliards de yens. Bien que le lancement de la PS2, qui a lieu le 26 octobre aux États-Unis, soit marqué par des pénuries, avec seulement 500 000 consoles livrées sur le 1 million prévus en raison d'un problème de fabrication, la Dreamcast n'en profite pas autant que prévu. En effet, de nombreux consommateurs, déçus par les consoles Sega, continuent à attendre de pouvoir acheter une PS2, tandis que la PSone, une version relookée de la PlayStation originale, est la console la plus populaire aux États-Unis au début de la période des fêtes de l'année 2000,,. Selon Moore, « l'effet PlayStation 2 sur lequel nous comptions ne fonctionnait pas pour nous... les gens allait s'accrocher le plus longtemps possible... Ce qui s'est réellement passé, c'est que le manque de disponibilité de la PlayStation 2 a gelé le marché ». En fin de compte, Sony et Nintendo détiennent respectivement 50 % et 35 % du marché américain des jeux vidéo, tandis que Sega n'en détient que 15 %. Selon Bellfield, les jeux Dreamcast se vendent à un ratio de 8 jeux pour 1 console, mais ce ratio appliqué à « une petite base installée « (comprendre : « un nombre de consoles vendues trop faible") ne nous donne pas les revenus (nécessaires)... pour maintenir cette plateforme viable à moyen et long terme ».

### Déclin et arrêt de la production
Le lancement de la PlayStation 2 par Sony marque donc le commencement de la fin de vie de la Dreamcast. Le 22 mai 2000, Okawa remplace Irimajiri à la présidence de Sega. Okawa préconise depuis longtemps que Sega abandonne le marché des consoles, et il n'est pas le seul à penser ainsi au sein de la société : David Rosen, cofondateur de Sega, a « toujours estimé qu'il était un peu insensé de limiter son potentiel au matériel Sega » et lorsqu'il était encore directeur de Sega of America, Stolar avait suggéré que la société soit vendue à Microsoft,. En septembre 2000, lors d'une réunion avec les dirigeants japonais de Sega et les responsables des principaux studios de développement de jeux de la société, Moore et Bellfield recommandent que Sega abandonne son activité de fabricant de consoles et se concentre sur la création de logiciels, ce qui provoque le départ de la pièce des dirigeants des studios.
Néanmoins, le 31 janvier 2001, Sega annonce l'arrêt de production de la Dreamcast à partir du 30 mars la même année, et la restructuration de l'entreprise en tant que développeur tiers officiant sur tous les supports existant,. La décision a été prise par Moore. Sega annonce également une réduction du prix de la Dreamcast à 99 $ pour éliminer le stock d'invendus, qui est estimé à 930 000 consoles en avril 2001,. Après une autre réduction à 79 $, la Dreamcast disparaît des magasins avec les derniers exemplaires vendus à 49,95 $ pièce,. La dernière Dreamcast fabriquée est signée par les directeurs des neuf studios de développement de jeux internes de Sega, ainsi que les directeurs de Visual Concepts et Wave Master, et offerte avec 55 jeux développés par Sega par le biais d'un concours organisé par le magazine GamePro. Okawa, qui avait prêté 500 millions de dollars à Sega durant l'été 1999, décède le 16 mars 2001. Peu avant son décès, il annule les dettes de Sega envers lui et rend à la société ses 695 millions de dollars en actions Sega et CSK, aidant ainsi l'entreprise à survivre durant sa transformation en éditeur tiers de jeux vidéo,. Dans le cadre de cette restructuration, presque un tiers des effectifs de Sega à Tokyo sont licenciés en 2001.
En tout, il s'est vendu 10,6 millions de Dreamcast dans le monde, le principal marché étant l’Amérique du Nord (3,9 M), suivis du Japon (2,25 M) et de l'Europe (1,91 M),. Mais même après l'arrêt de la production, des jeux continuent à être développés et commercialisés sur la console, en particulier au Japon. Aux États-Unis, les sorties de jeux se poursuivent jusqu'à la fin du premier semestre 2002, le dernier à sortir étant NHL 2K2, commercialisé en février 2002.Sega Europe, qui n'est alors qu'une branche de Sega of America, continue également de vendre des jeux vidéo sur Dreamcast jusqu'en 2002. Ces derniers jeux sont distribués par Bigben Interactive, qui propose des titres tels que Evil Twin: Cyprien's Chronicles, Cannon Spike, Heavy Metal: Geomatrix, Razor Freestyle Scooter et Conflict Zone. Au Japon, Sega continue d'assurer le service après-vente et de réparer les Dreamcast en panne jusqu'en 2007. Finalement, après cinq années consécutives de pertes financières et après tous ces changements, Sega annonce des bénéfices pour l'année fiscale se terminant en mars 2003.
Parmi les raisons invoquées pour expliquer l'échec de la Dreamcast, on trouve :
- Le battage médiatique organisé par Sony autour de la PS2[46],[98],[99].
- Le manque de soutien de la part d'Electronic Arts et de Square, considérés comme étant alors les éditeurs tiers les plus populaires aux États-Unis pour le premier et au Japon pour le second[100].
- Les désaccords entre les dirigeants de Sega sur l'avenir de l'entreprise et le manque d'engagement d'Okawa envers le produit[14].
- Les investissements publicitaires insuffisants de Sega, Charles Bellfield doutant que Sega ait dépensé même la « moitié » des 100 millions de dollars promis pour promouvoir la Dreamcast aux États-Unis[26].

« When you consider that Microsoft has announced a $500 million marketing program for the launch of Xbox and that Nintendo has a $5 billion war chest and the overall power behind Sony's PlayStation brand, Sega does not have the ability to compete against those companies. »
— Charles Bellfield, 

« Quand on sait que Microsoft a annoncé un programme marketing de 500 millions de dollars pour le lancement de la Xbox et que Nintendo dispose d'un trésor de guerre de 5 milliards de dollars et de la puissance globale de la marque PlayStation de Sony, Sega n'a pas la capacité à rivaliser avec ces sociétés. »
— 
- Un marché du jeu en ligne encore trop embryonnaire[88],[100].
- La priorité donnée par Sega aux joueurs « hardcore » sur les consommateurs « de base »[46],[88].
- Un mauvais timing[26].

Mais, la raison la plus fréquemment citée est peut-être la dégradation de la réputation de Sega, causée par la sortie de plusieurs plates-formes de jeu bénéficiant d'un suivi médiocre ou inexistant,,. Dans les articles qu'il écrit pour GamePro, Blake Snow déclare que « la console bien-aimée, (fut) lancée des années avant la concurrence mais a finalement dû lutter pour se débarrasser de la réputation négative (que Sega avait) gagné pendant les années Saturn, Sega 32X et Sega CD. En conséquence, les joueurs occasionnels et les développeurs tiers blasés doutaient de la capacité de Sega à livrer la marchandise ». Dan Whitehead d'Eurogamer note que l'attentisme des consommateurs et le manque de soutien d'EA sont des symptômes plutôt que la cause du déclin de Sega, concluant que « les aventures de Sega dans les années 1990 avaient laissé les joueurs et éditeurs sur leurs gardes quant à toute nouvelle plate-forme portant son nom ». Selon Jeremy Parish de 1UP.com, « Bien qu'il serait facile de pointer un doigt accusateur sur Sony et de les accuser d'avoir tué la Dreamcast en sur-vendant la PS2... il y a un certain niveau de malhonnêteté intellectuelle dans une telle position... Le faible support américain de [Sega] pour le matériel comme le Sega CD, la 32X, et la Saturn a rendu les joueurs timides. De nombreux consommateurs se sont sentis insultés après avoir investi dans des machines Sega coûteuses et avoir constaté que leurs ludothèques étaient relativement vides ».
L'annonce de la transition de Sega est accueillie avec enthousiasme. Selon Travis Fahs d'IGN, « Sega était une entreprise créative et fertile, avec un parc de « propriétés » (comprendre propriétés intellectuelles / licences de jeux) en pleine expansion. Il semblait qu'ils étaient dans une position idéale pour commencer une nouvelle vie en tant que développeur/éditeur ». Après avoir appris la nouvelle de la reconversion de Sega, Victor Ireland, l'ancien président de Working Designs, écrit : « C'est en fait une bonne chose... parce que maintenant Sega va survivre, en faisant ce qu'ils font le mieux : des jeux ». Selon un article du magazine Newsweek : « De Sonic à Shenmue, les programmeurs de Sega ont produit certaines des expériences les plus intéressantes de l'histoire des médias interactifs... Débarrassé d'une console en difficulté, ce peloton de développeurs de jeux vidéo de classe mondiale peut faire ce qu'il fait de mieux pour n'importe quelle machine sur le marché ». Rosen prédit alors « qu'ils (Sega) ont le potentiel pour rattraper Electronic Arts ». Le magazine Game Informer, commentant la tendance de Sega à produire des classiques cultes sous-estimés, déclare dans un de ses articles : « Réjouissons-nous du fait que Sega est également en train de faire des jeux correspondant à la culture console actuelle, afin que l'histoire ne se répète pas ».

### Développement indépendant dans les années 2000 et 2010
Alors que plus aucun jeu ne devait être édité, la Dreamcast compte sur une communauté de joueurs et de fans qui font perdurer cette machine et tentent de pousser certains éditeurs (notamment japonais) à sortir encore de nouveaux jeux. Ainsi, deux titres sortent en 2006 au Japon : Radilgy le 16 février puis Under Defeat le 23 mars. Un jeu de tir à scrolling vertical nommé Fast Striker développé par NG:Dev.Team est prévu pour la fin d'année 2010, soit neuf ans après l'abandon de la console, un record dans le monde du jeu vidéo pour une console de salon (record depuis battu avec la sortie de Pier Solar and the Great Architects sur Mega Drive vingt ans après l'abandon de la console). Le studio allemand Redspotgames a annoncé en décembre 2010 la sortie de Sturmwind, shoot 'em up horizontal, courant de l'année 2012. Par ailleurs, pour l'année 2013, le studio NG:Dev.Team a déjà prévu de sortir un nouveau jeu du nom de XYX sur Dreamcast. En 2014, la console bénéficie toujours de sorties de jeux supportant le format MIL-CD et réalisés par des développeurs indépendants.
Depuis les années 2000, la Dreamcast est une plate-forme de développement indépendant dynamique, et beaucoup de jeux ou programmes homebrew (faits maison) font leur apparition. Ainsi, des développeurs indépendants ont créé des émulateurs et lecteurs de médias (MPEG, DivX, MP3, JPEG). Cette reconversion particulière s'explique par le fait que le développement d'applications pour Dreamcast est relativement aisé : la console est en partie compatible avec Windows CE, ce qui permet aux émulateurs d'être  développés rapidement : il est ainsi possible de jouer à la Mega Drive, à la Master System ou encore à la Super Nintendo sur la Dreamcast. De plus, KallistiOS, une plate-forme de développement, a été créée par Dan Potter. De plus, la copie de jeux vidéo est aisée, malgré le format propriétaire du GD-ROM choisi par Sega. Des hackeurs ont réussi à créer des images des jeux (images ISO) et à les copier sur un CD traditionnel - la Dreamcast lisant également les CD audio et les MIL-CD.
En 2009, l'entreprise américaine ThinkGeek recommercialise la console de façon limitée aux États-Unis. Au vu de l'engouement de la communauté de joueurs face à ce support, le marché de l'occasion bat son plein. Seulement, la Dreamcast rencontre quelques lacunes en matière de longévité, notamment par sa lentille fragile et ses problèmes de surchauffe. À noter que la console est en version NTSC-US. En conséquence, un disque de boot est requis pour lire les jeux import. Commercialisée à 99 $, l'offre limitée est momentanément vidée de son stock. Étant donné que Sega ne fournit plus de support pour cette console, la garantie n'est que de 30 jours via le site du revendeur.
Le 10 juin 2010, Sega annonce la sortie de certains titres Dreamcast disponible sur le Xbox Live Arcade et le PlayStation Network. Les deux premiers titres à paraître sont Sonic Adventure et Crazy Taxi. De plus, une compilation appelée Dreamcast Collection est commercialisée en février 2011, sur Xbox 360 et PC (Windows). Elle comporte Crazy Taxi, Sonic Adventure, Sega Bass Fishing et Space Channel Five 2. Enfin, Pier Solar and the Great Architects, sorti également sur Mega Drive, est adapté sur Dreamcast en 2014.
Enfin, des émulateurs de cette console ont été développés pour différents systèmes d'exploitation, permettant de continuer à utiliser les jeux et logiciels de la console sur d'autres architectures, comme NullDC, pour Microsoft Windows, lxdream, pour Linux, et Reicast, open source, pour Android (architectures ARM et MIPS, notamment pour la console en matériel libre GCW Zero) et Linux (sur architecture ARM), des ports pour architecture x86 sont en cours de préparation.

## Matériel et accessoires

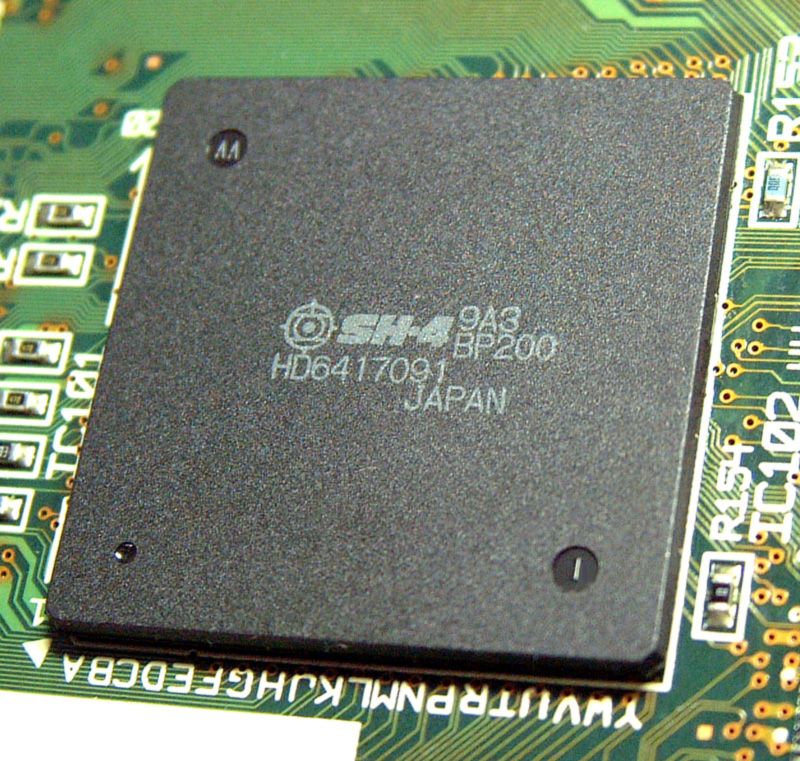
Processeur Hitachi SH-4.

Le format utilisé pour les jeux est le GD-ROM fabriqué par Yamaha. En effet, pour empêcher la copie de jeux, Sega a fait développer un nouveau support pour les jeux Dreamcast. Il s'agit d'un hybride entre le CD et le DVD d'une capacité de 1,2 Go, qui ne peut pas être lu par un PC. Une de ses principales caractéristiques est la gravure des données dans une densité élevée et une deuxième TOC commençant après la section de type CD du GD-ROM. La Dreamcast lit les GD-ROM en 12X, d'où des temps de chargement relativement courts.

### Spécifications techniques
- CPU : processeur Hitachi SH-4 32 bits de type RISC cadencé à 200 MHz[116], développant 360 MIPS, intégrant un coprocesseur arithmétique 128 bits développant 1.4 GFLOPS[29].
- GPU : NEC/VideoLogic PowerVR2 DC cadencé à 100Mhz, capable de tracer plus de 3 millions de polygones par seconde[33],[29],[117].
- Effets graphiques gérés par le GPU : trilinear filtering, gouraud shading, z-buffer, anticrénelage, per-pixel translucency sorting, bump mapping et deferred Shading[29],[33].
- Mémoire RAM : Principale 16 Mo SDRAM 64 bits cadencée à 100 MHz (bande passante de 800 Mo/s), Vidéo 8 Mo, Sonore 2 Mo[29],[33].
- Carte son : Processeur sonore 'Super Intelligent' AICA de Yamaha[118], contenant un processeur ARM7 32 bits cadencée à 45 MHz (64 canaux stéréo PCM/ADPCM)[119],[29].
- GD-ROM Drive : Vitesse maximum 12x (lorsqu'il tourne a une vitesse angulaire constante mode-CAV). Le GD-ROM est un type de média d'une capacité d'environ 1 Go (soit 112 minutes) spécialement développé par Yamaha[33].
- Modem : Modem 56 kbit/s de série sur la console (la vitesse était de 33 kbit/s pour la version européenne) ; possibilité de remplacer le modem d'origine pour le Broadband Adapter (modem haut-débit). Ce modem est sorti, mais son prix reste élevé (environ 100 €).
- Couleurs : Approximativement 16,77 millions de couleurs simultanément pour une résolution de 640 × 480, en utilisant le balayage entrelacé ou le balayage progressif comme mode d'affichage[33].
- Dimensions : 19 × 19,58 × 7,55 cm[33].
- Poids : 1,5 kg.33[33].

### Systèmes d'exploitation
La Dreamcast possède deux systèmes d'exploitation : SegaOS et Windows CE. Le premier, présent dans la console, est plus difficile à utiliser pour les programmeurs mais permet d'utiliser les capacités maximales du matériel. Le deuxième est, quant à lui, chargé directement depuis le GD-ROM par les jeux qui en ont besoin. Le fait que la console reconnaisse Windows CE permet d'adapter assez rapidement des jeux pour PC sur la Dreamcast. La Dreamcast permet donc aux programmeurs d'utiliser plusieurs interfaces de programmations associées a différents middleware.

### Modèles

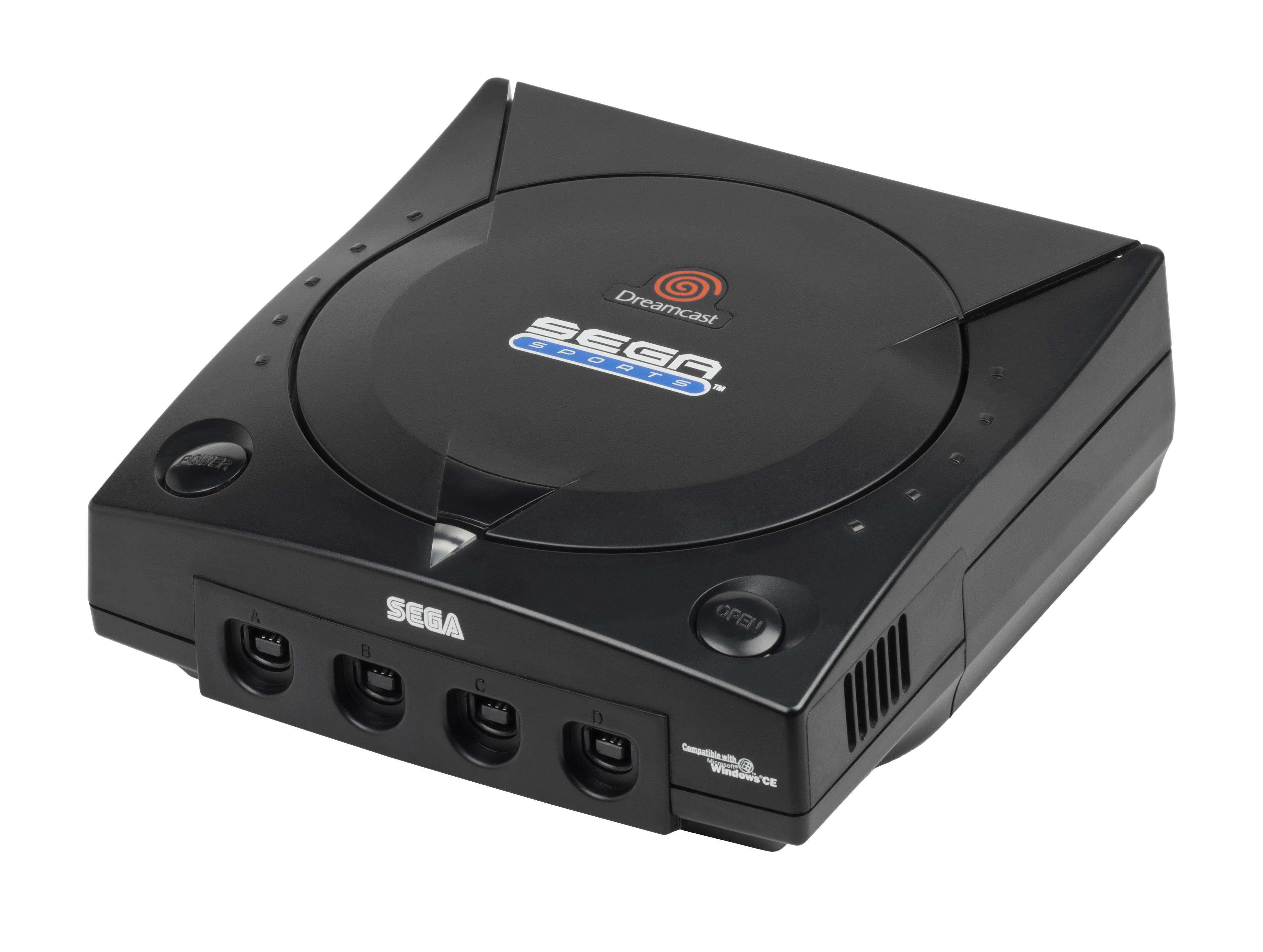
L'édition limitée « Sega Sports » de couleur noire.

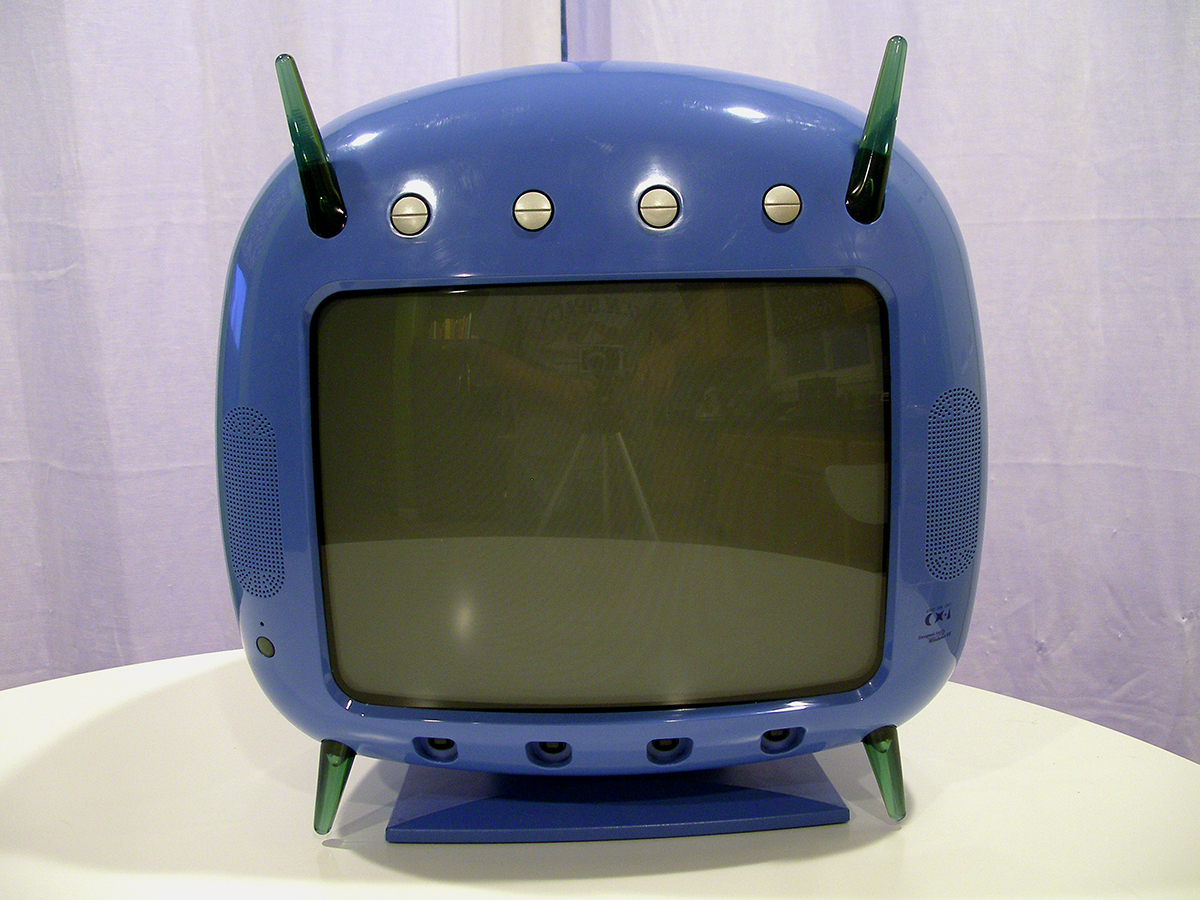
Le Divers 2000 CX-1 est une version spéciale de la Dreamcast qui inclut une télévision.

Sega a construit de nombreux modèles différents de la Dreamcast, dont la plupart sont sortis exclusivement au Japon. Parmi ces diverses versions, on trouve une Dreamcast reconditionnée connue sous le nom de R7 qui était à l'origine utilisée comme console réseau dans les salles de pachinko japonaises. Un autre modèle, le Divers 2000 CX-1, possède une forme similaire à celle de la tête de Sonic et inclut une télévision ainsi qu'un logiciel de téléconférence. Sega a également produit une version Hello Kitty de sa console, une édition limitée, avec seulement 2000 unités produites et destinée aux joueuses japonaises. Des éditions spéciales ont été créées pour certains jeux comme Seaman et Resident Evil: Code Veronica. Il existait également un service nommé "Dreamcast Direct" permettant aux acheteurs qui le désiraient de commander une Dreamcast dont ils choisissaient la couleur. Ce service était une exclusivité du marché japonais. Toyota a également proposé des Dreamcast en éditions limitées aux couleurs de la marque chez 160 de ses concessionnaires au Japon. Mais le Japon n'est pas le seul marché à avoir eu droit a des éditions limitées. Ainsi, en Amérique du Nord, Sega a sorti une Dreamcast noire avec un logo Sega Sports sur le couvercle, qui était vendue avec deux manettes noires également siglées Sega Sports et deux jeux de cette gamme.

### Accessoires

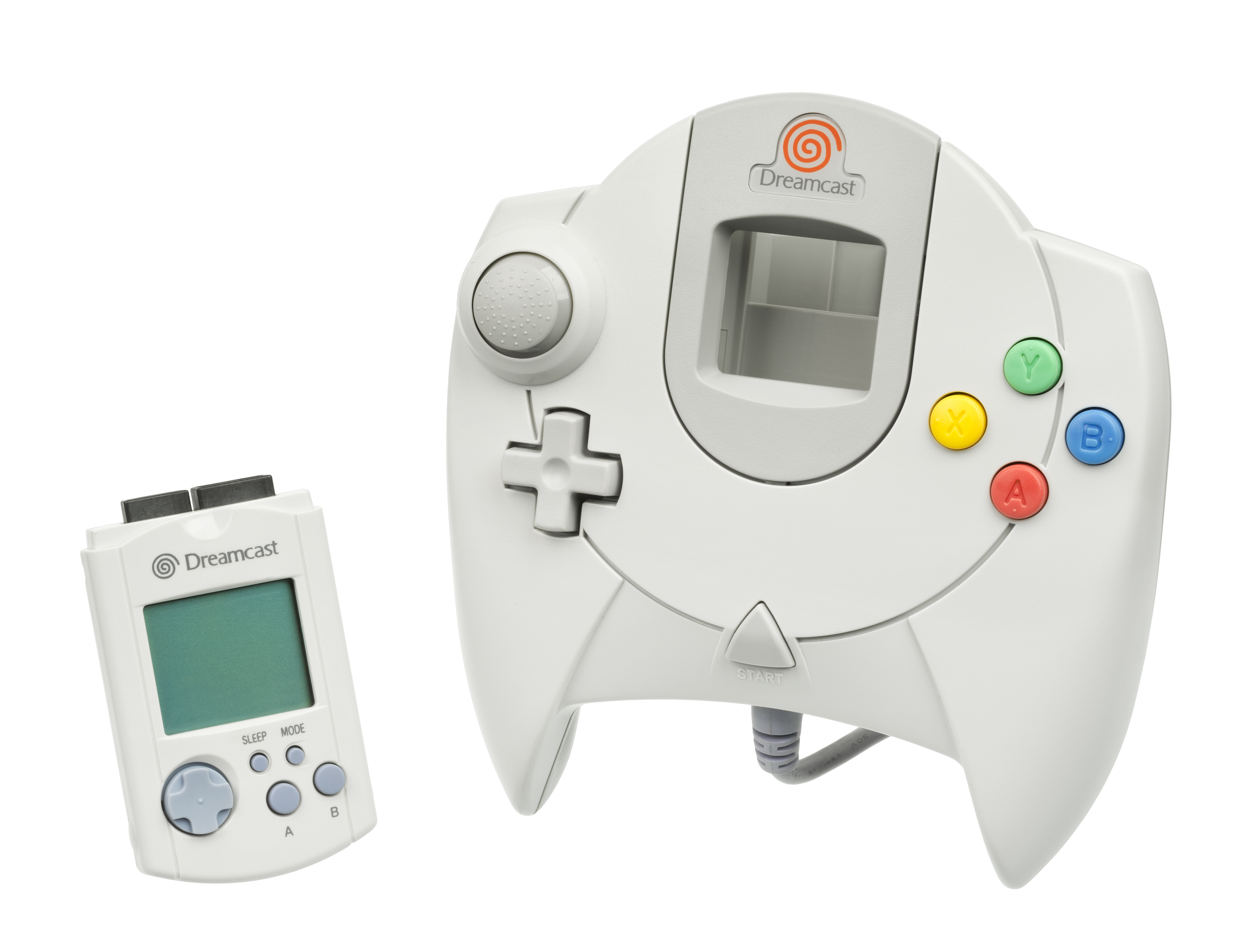
La manette de la Dreamcast dispose de deux connecteurs permettant l'utilisation de multiples accessoires, comme le VMU présent sur cette photographie.

La manette Dreamcast comprend à la fois un stick analogique et un pad numérique, quatre boutons d'action et deux gâchettes analogiques. La console dispose de quatre ports manettes sur sa face avant, même si elle n'était fournie qu'avec une seule manette. La conception de la manette de la Dreamcast, décrite par l'équipe de Edge comme « une évolution hideuse de la manette 3D de la Saturn », a été qualifiée de « [pas] très bonne » par Sam Kennedy de 1UP.com et de « (conception) boiteuse » par Andy McNamara de Game Informer. Dans un de leurs articles, les rédacteurs du site IGN indiquent que « contrairement à la plupart des manettes, le pad de Sega force les mains de l'utilisateur à garder une position parallèle inconfortable ». Contrairement au Mega CD et à la Saturn qui incluent une mémoire de sauvegarde interne, la Dreamcast utilise une carte mémoire de 128 ko appelée VMU (ou "Visual Memory Unit") pour le stockage des données de sauvegarde des jeux. Le VMU dispose d'un petit écran LCD, d'une sortie audio à partir d'une source sonore PWM à un canal, d'une mémoire non volatile, d'un pad directionnel et de quatre boutons,. Le VMU peut afficher des informations de jeu, être utilisée comme une console portable basique et se connecter à certaines bornes d'arcade Sega,,. Par exemple, les joueurs peuvent utilisent le VMU pour élever des animaux virtuels dans Sonic Adventure,. Les responsables de Sega ont noté que la VMU pourrait être utilisée « comme une zone de visualisation privée, dont l'absence a empêché la mise en œuvre efficace de nombreux types de jeux dans le passé ». Après l'intégration d'un slot VMU dans la conception de la manette, les ingénieurs de Sega lui ont trouvé de nombreuses autres utilisations, ce qui a conduit à l'ajout d'un second slot. Ce dernier était généralement utilisé pour les packs vibrant fournissant un retour de force comme le « Jump Pack » de Sega et le « Tremor Pack » de Performance, bien qu'il puisse également être utilisé pour d'autres périphériques, dont un microphone permettant d'utiliser le contrôle vocal pour certains jeux et la communication entre joueurs online. Diverses cartes fabriquées par des éditeurs tiers offrent un espace de stockage et certaines contiennent également un écran LCD. Iomega a annoncé la sortie d'un lecteur zip compatible Dreamcast capable de stocker jusqu'à 100 Mo de données sur des disques amovibles, mais il n'est jamais sorti.
Diverses manettes fabriquées par des sociétés non affiliées à Sega, comme Mad Catz, incluent des boutons et des fonctionnalités supplémentaires. Ces mêmes sociétés ont également fabriqué des joysticks de style arcade pour les jeux de combat, tels que l'Arcade Stick d'Agetech et l'Arcade Stick d'Interact's Alloy. Mad Catz et Agetec ont également créé des volants utilisables avec les jeux de course de voiture de la console. Si Sega a décidé de ne pas sortir son pistolet optique officiel dans les pays occidentaux,, d'autres sociétés en ont profité pour fabriquer et distribuer les leurs. Il existe également un clavier et une souris spécifique à la Dreamcast, ainsi qu'un contrôleur de mouvement en forme de canne à pêche,. Bien que ce dernier ait été conçu pour des jeux de pêche tels que Sega Bass Fishing, il peut aussi être utilisé pour jouer au jeu de combat Soul Calibur, les mouvements verticaux et horizontaux réalisé avec la « canne à pèche » se traduisant à l'écran par des coups d'épée donné dans l'un ou l'autre sens. Quelques années plus tard, cette façon de jouer a Soulcalibur a été vue comme une sorte d'ancétre du gameplay de la Wiimote. Certains périphériques sont tellement étranges et cher qu'ils ne sont pas distribués au niveau mondial. C'est ainsi que lorsque le portage de Cyber Troopers Virtual-On: Oratorio Tangram, un jeu d'arcade de Sega, sort au japon, il prend en charge un périphérique « Twin Sticks », reproduisant les deux Sticks de la borne d'arcade originale servant à contrôler les robtos du jeu. Mais l'éditeur américain du jeu, Activision, choisit de ne pas vendre cet accessoire cher et encombrant aux États-Unis. La Dreamcast pouvait également se connecter a la Neo Geo Pocket Color de SNK, via un câble spécifique créé bien avant le Câble Nintendo GameCube Game Boy Advance. Autre création de Sega pour sa console, le Dreameye est un appareil photographie numérique qui pouvait être connecté à la Dreamcast et utilisé pour échanger des photographies et participer à des discussions vidéo via la connexion Internet de la console. Sega espérait que les développeurs utiliseraient le Dreameye pour leurs futurs jeux, comme certains l'ont fait plus tard avec le périphérique EyeToy de Sony,. En outre, Sega a étudié des systèmes qui auraient permis aux utilisateurs de passer des appels téléphoniques avec la Dreamcast, et a discuté avec Motorola du développement d'un téléphone cellulaire compatible Internet qui aurait utilisé la technologie de la console pour permettre le téléchargement rapide des jeux et autres données.
La console peut fournir un signal vidéo par le biais de plusieurs accessoires différents. La console était livrée avec des câbles RCA, considérés à l'époque comme la norme en matière de connectivité vidéo et audio. Sega et diverses autres sociétés ont également fabriqué des connecteurs de modulateurs RF et des câbles S-Vidéo. Il existe également un adaptateur VGA permettant de jouer à des jeux Dreamcast sur des écrans d'ordinateur ou des téléviseurs EDTV en 480p.

### Internet et la communauté Dreamarena

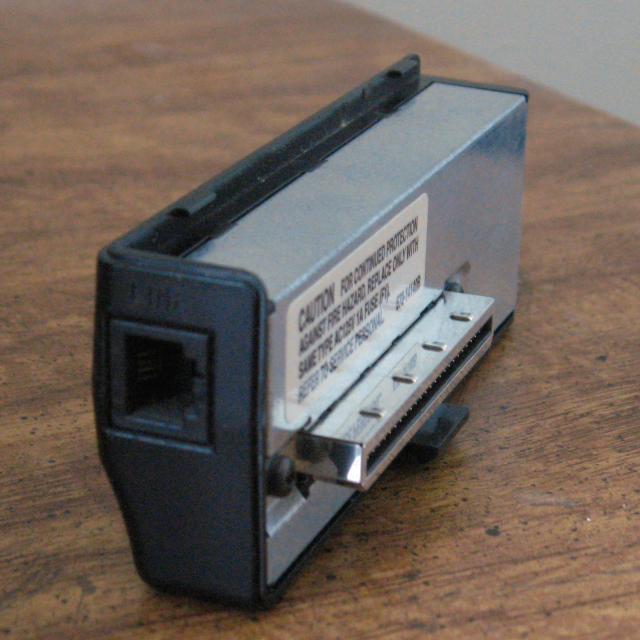
Modem noir 56k.

Si la Mega Drive a permis, dès le 3 novembre 1990, le jeu en ligne grâce au Sega Meganet, la Dreamcast est la seconde console de jeu permettant véritablement l'accès à Internet, après la Sega Saturn et son Sega Net Link, via un modem amovible enfiché sur son côté droit, une modularité voulue pour les futures mises à niveau. Le modèle japonais original et tous les modèles PAL avaient un modem 33,6 kbit/s, tandis que les consoles vendues aux États-Unis et au Japon après le 9 septembre 1999 comportaient un modem 56 kbit/s. De plus, elle possédait jusqu'en 2003 son propre portail d'accès à Internet : la Dreamarena. La plupart des jeux Dreamcast possédaient une page web dédiée directement accessible depuis le jeu sur ce portail. Sega a mis fin au service en mars 2003.

## Ludothèque
Avant la sortie de la Dreamcast au Japon, Sega annonce le lancement de sa carte d'arcade New Arcade Operation Machine Idea (NAOMI), qui sert d'alternative meilleur marché a la Sega Model 3. La NAOMI partage la même technologie que la Dreamcast, mais avec deux fois plus de mémoire système, vidéo et audio et une carte ROM flash de 160 Mo à la place du lecteur GD-ROM,. Cette grande proximité technologique permettait de jouer chez soi à des conversions de jeux d'arcade presque identiques a la version originale,. Des jeux ont porté de la NAOMI à la Dreamcast par plusieurs grandes sociétés d'arcade japonaises, dont Capcom (Marvel vs. Capcom 2 et Project Justice), Tecmo (Dead or Alive 2 ), Treasure (Ikaruga ), et, bien sûr, Sega (F355 Challenge et Crazy Taxi).
En l'an 2000, dans ce que la presse vidéoludique a appelé « un bref moment de créativité remarquable », Sega restructure ses équipes de développement de jeux arcades et consoles, en neuf studios semi-autonomes dirigés par les meilleurs designers de l'entreprise,,. Ces studios sont :
- United Game Artists (UGA), dirigé par Tetsuya Mizuguchi, l'ancien producteur de Sega Rally Championship ;
- Hitmaker, dirigé par Hisao Oguchi, le créateur de Crazy Taxi et futur président de Sega[8][141] ;
- Smilebit, dirigé par Shun Arai et incluant plusieurs anciens développeurs des jeux Panzer Dragoon. On y trouve aussi les futurs créateurs de la série de jeux Yakuza, de la Team Andromeda[142] ;
- Overworks, dirigé par Noriyoshi Oba et composé de développeurs ayant travaillé sur diverses franchises Sega, dont Sakura Wars, Shinobi et Streets of Rage[143],[144],[145] ;
- Sega AM2, dirigé par Yū Suzuki, le créateur de jeux le plus en vue de chez Sega. C'est le studio de création de jeux d'arcade le plus célèbre de la firme, celui qui a développé, entre autres, la série des Virtua Fighter[8] ;
- Sonic Team, dirigé par Yuji Naka. C'est le studio responsable de la création du jeu vedette de Sega, Sonic the Hedgehog[6] ;
- Wow Entertainment, dirigé par Rikiya Nakagawa[146] ;
- Amusement Vision, dirigé par Toshihiro Nagoshi[146] ;
- Sega Rosso, dirigé par Kenji Sasaki[146].

À côté de ces neufs studios, on trouve également Visual Concepts, le studio américain responsable de la gamme de jeux de sport de Sega, dirigé par Greg Thomas et Wave Master, le studio audio de Sega, dirigé par Yukifumi Makino.
Ces studios sont encouragés à expérimenter et bénéficient alors d'un processus d'approbation relativement laxiste, ce qui aboutit à la création de jeux tels que Rez (une tentative de simuler la synesthésie sous la forme d'un rail shooter,,), The Typing of the Dead (une version de The House of the Dead 2 prenant la forme d'un logiciel d’apprentissage de la dactylographie,,), Seaman (un simulateur d'animaux de compagnie dans lequel les joueurs utilisent un microphone pour interagir avec un poisson humanoïde grotesque dont la croissance est commentée par Leonard Nimoy,, et Segagaga (un jeu de rôle sorti uniquement au Japon dans lequel les joueurs doivent empêcher Sega de faire faillite). Sega a également relancé des franchises de l'ère Mega Drive, comme Ecco the Dolphin.
UGA a aussi créé le jeu vidéo musical Space Channel 5, dans lequel les joueurs aident une journaliste venant de l'espace nommée Ulala à combattre des aliens avec « l'énergie du groove » en dansant,. Destiné à un public « casual féminin », Space Channel 5 est considéré comme l'une des créations originales « les plus audacieuses et les plus appréciées » de Sega, combinant une bande-son « résolument rétro » et « édifiante » avec une présentation visuelle « éblouissante » et « colorée », malgré « un réel manque de substance du gameplay »,,. Ni Space Channel 5, ni Rez n'ont eu de succès commercial, et Rez n'a été mis en vente sur le marché américain que par le biais d'un port PS2 disponible en quantités limitées,. Les ports d'arcade de Hitmaker comprennent Crazy Taxi, un jeu de course d'arcade open world connu pour son gameplay addictif, qui s'est vendu à plus d'un million d'exemplaires et est fréquemment cité comme étant l'un des meilleurs jeux Dreamcast,, et Virtua Tennis, qui a revitalisé le genre du jeu de tennis avec un système de jeu simple à deux boutons et en utilisant des minijeux pour tester la technique du joueur,,.Dans le jeu Jet Set Radio de Smilebit, les joueurs contrôlent les « GG », un gang de jeunes rebelles utilisant des roller en ligne basés à Tokyo. Les « GG » utilisent des graffitis pour revendiquer le territoire de bandes rivales, tout en évitant des forces de police à l'attitude oppressive. Jet Set Radio a été cité comme un exemple majeur de l'engagement de Sega dans des concepts originaux pendant la durée de vie de la Dreamcast. Salué pour la bande originale « punchy, psychédélique » du compositeur Hideki Naganuma, qui intègre des éléments de « J-pop et Electrofunk », ainsi que son message d'« expression personnelle et de dissidence non-violente »,, le jeu a également popularisé les graphismes en Cel-shading,. En dépit des nombreux éloges pour son style, certains ont critiqué le gameplay de Jet Set Radio en le qualifiant de médiocre, et le jeu n'a pas répondu aux attentes de Sega en matière de ventes,,. Produit par Rieko Kodama et développé par Overworks, le jeu de rôle Skies of Arcadia a été acclamé pour son monde fantastique et surréaliste peuplé d'îles flottantes et de pirates du ciel inspiré de Jules Verne, ses protagonistes charmants, l'accent mis sur les propriétés environnementales des armes, ses batailles de dirigeables passionnantes et son scénario mémorable, qui inclut une séquence racontée depuis différents points de vue,,.
AM2 a développé ce que Sega espérait être la killer application de la Dreamcast : Shenmue, une « épopée de vengeance dans la tradition du cinéma chinois »,. Ce jeu d'action-aventure nous fait suivre la quête du protagoniste principal, Ryo Hazuki, pour venger le meurtre de son père ; mais son principal argument de vente est sa reconstitution de la ville japonaise de Yokosuka telle qu'elle était dans les années 1990, avec un niveau de détail considéré comme sans précédent pour un jeu vidéo. Intégrant un cycle jour/nuit simulé avec un temps variable, des personnages non-joueurs ayant des horaires réguliers, la possibilité de ramasser et d'examiner des objets détaillés et introduisant également les Quick time event sous leur forme moderne,, Shenmue est un jeu très ambitieux qui a dépassé son budget initial et aurait coûté plus de 50 millions de $ à Sega,,. Initialement prévu comme le premier volet d'une saga en 11 épisodes, Shenmue a finalement été réduit à une trilogie avec les sorties de Shenmue II sur Dreamcast en 2001  et de Shenmue III le 19 novembre 2019 sur PC et PlayStation 4. Si Shenmue a été salué pour son innovation, ses graphismes et sa musique, son accueil par la presse vidéoludique a été mitigé ; les critiques ont porté sur les « murs invisibles » qui limitent le sentiment de liberté du joueur, l'ennui causé par l'incapacité de progresser sans attendre les événements prévus à des moments précis, des scènes de jeu trop courtes et un manque de défi,,. Selon Moore, Shenmue s'est « extrêmement bien vendu », mais le jeu n'avait aucune chance de dégager des bénéfices car Sega n'a pas vendu assez de Dreamcast pour écouler assez d'exemplaires du jeu pour rentabiliser le développement. Shenmue II « a été achevé pour une somme beaucoup plus raisonnable », tandis que Sato défendait Shenmue comme un « investissement [qui] sera un jour récupéré » parce que « les progrès que nous avons faits en matière de développement... peuvent être appliqués à d'autres jeux »,. Outre l'accueil mitigé réservé à Shenmue, Travis Fahs d'IGN a déclaré que « l'époque [Dreamcast] n'était pas aussi favorable à [AM2] que les années précédentes » - citant (entre autres) F355 Challenge comme un jeu d'arcade « acclamé » qui « ne faisait pas grand-chose à la maison » (comprendre : « les ventes de la version dreamcast ne sont pas à la hauteur de la réputation du jeu »), et le portage de Virtua Fighter 3 par Genki qui, en plus d'être inférieur à la version arcade, est un jeu « qui était déjà vieux de plusieurs années et n'avait jamais été aussi populaire que ses prédécesseurs »,,. La série Virtua Fighter connaîtra un « retour en force » quelques années plus tard avec le célèbre Virtua Fighter 4, qui sort en exclusivité sur PlayStation 2,.
« If ever a system deserved to succeed, it was Dreamcast. Dreamcast has a hell of a library. It's dying now, 18 months old, with a larger library than the 5-year-old Nintendo 64. It's a better library than the Nintendo 64. Dreamcast was a wonderful system. »
— Steven L. Kent, La Dreamcast et sa Ludothéque, mars 2001

« Si une console méritait de réussir, c'est bien la Dreamcast. La Dreamcast a une sacrée bibliothèque (de jeux). Elle est en train de mourir, âgée de 18 mois, avec une bibliothèque (de jeux) plus grande que (celle de) la Nintendo 64 qui a 5 ans. C'est une meilleure bibliothèque (de jeux) que la Nintendo 64. La Dreamcast était une console merveilleuse. »
— La Dreamcast et sa Ludothéque, mars 2001
En tant que premier jeu de plates-formes entièrement en 3D mettant en vedette Sonic, la mascotte de Sega, le Sonic Adventure de Sonic Team était considérée comme étant « la pièce maîtresse du lancement [de la Dreamcast] ». Le jeu a été critiqué pour ses problèmes techniques,,, comprenant, entre autres, des angles de caméra erratiques et des glitchs, mais il a également été loué pour ses visuels « somptueux », ses « vastes environnements tortueux » et ses décors iconiques, dont un passage dans lequel Sonic court sur le côté d'un gratte-ciel. Certains critiques de jeux vidéo l'ont décrit comme étant le sommet créatif des jeux Sonic,,. Cependant, il n'a pas réussi « à attraper les joueurs comme l'avait fait Super Mario 64 », peut-être en raison d'un manque perceptible de profondeur de jeu,,. Se distinguant par son utilisation novatrice de multiples scénarios aux styles de jeu variées, Sonic Adventure s'est vendu à 2,5 millions d'exemplaires, ce qui en fait le jeu le plus vendu de la Dreamcast,. Sonic Team a également développé le premier jeu en ligne de la Dreamcast, ChuChu Rocket!, qui a été largement salué comme étant un jeu de puzzle addictif donnant lieu à des matchs multijoueurs « frénétiques »,,. La même équipe a également crée le jeu musical Samba de Amigo, qui a connu un grand succès critique, à défaut de commercial, et qui se démarque de la concurrence par son esthétique colorée et le très coûteux accessoire en forme de maracas vendu qui est nécessaire pour pouvoir y jouer,,. Phantasy Star Online, (ou PSO), est peut-être le jeu Dreamcast de Sonic Team qui a eu le plus d'impact. Premier RPG en ligne sorti sur une console, le développement de PSO débute lorsque Okawa demande à Sonic Team de créer un jeu en ligne. PSO a été fortement influencé par Diablo, un action-RPG sorti sur PC en 1996, mais Sonic Team a raffiné et simplifié son style de gameplay pour plaire au public jouant sur console,,.
Cette organisation et cette liberté de création ne survivent pas à la Dreamcast; car le 22 juillet 2003, Sega annonce une nouvelle restructuration de ses studios internes : Sonic Team fusionne avec UGA, Hitmaker avec Sega Rosso et Smilebit avec Amusement Vision. Mizuguchi quitte la société à la suite de la fusion d'UGA avec Sonic Team,.
Dans le domaine du sport, le studio Visual Concepts crée sur Dreamcast deux séries de jeux acclamées par la critique : les NFL 2K sur le football américain et les NBA 2K sur le basketball. La presse vidéo-ludique a salué NFL 2K comme étant un jeu exceptionnel pour le lancement d'une console, grâce à ses graphismes de haute qualité, et ses "commentaires perspicaces, adaptés au contexte et, oui, même amusants", tandis que NFL 2K1 bénéficie d'un mode multijoueur en ligne révolutionnaire et ce avant son principal concurrent, la série des Madden NFL d'Electronic Arts (EA),,. Madden et 2K continuent de rivaliser sur d'autres plates-formes tout au long de l'année 2004, la série des 2K introduisant des innovations telles qu'une vue à la première personne totalement inédite dans ce genre de jeux, avant de sortir le jeu ESPN NFL 2K5 au prix agressif de 19,95 $. Le duel vidéo-ludique entre les deux sociétés prend fin lorsque EA signe un accord d'exclusivité avec la National Football League, qui fait d'eux les seuls éditeurs à avoir le droit d'utiliser le terme "NFL" et les noms des équipes et joueurs officiels dans un jeu vidéo,. Sega vend Visual Concepts pour 24 millions de dollars en 2005 a l'éditeur Take-Two Interactive, qui continue la série des NBA 2K. Sur Dreamcast, Visual Concepts a également collaboré avec Hirokazu Yasuhara, le level designer de Sonic the Hedgehog, sur le jeu d'action-aventure Floigan Bros. et a développé Ooga Booga, un jeu d'action qui a connu un succès critique.
Pour s'adresser au marché européen, Sega créé une filiale française, No Cliché, qui développe des jeux tels que Toy Commander,. Sega Europe fait également appel à Bizarre Creations pour développer le jeu de course Metropolis Street Racer (MSR), qui connait un succès critique. On trouve dans MSR des reconstitutions détaillées de Londres, Tokyo et San Francisco, avec des fuseaux horaires cohérents, des stations de radio fictives, et 262 pistes de course différentes,,.
Même si Acclaim, SNK, Ubisoft, Midway, Activision, Infogrames et Capcom soutiennent la console au cours de sa première année, les développeurs tiers restent frileux en raison de l'échec de la Saturn et de la meilleure rentabilité des jeux sortant sur la PlayStation. L'attitude de Namco est révélatrice de ces réticenses : l'éditeur japonais décide de sortir SoulCalibur sur Dreamcast en raison de l'impopularité relative de la série "Soul" à l'époque; préférant réserver la franchise Tekken, plus populaire, à la PlayStation et aux bornes d'arcades basées sur la Playstation. Malgré ces calculs, SoulCalibur est acclamé par la critique et les joueurs, et est souvent décrit comme étant l'un des meilleurs jeux de la console,,. Capcom produit un certain nombre de jeux de combat pour la Dreamcast, y compris la série des Power Stone, ainsi que Resident Evil: Code Veronica,, un épisode de la populaire série de survival horror Resident Evil qui est une exclusivité temporaire de la console. La Dreamcast est également connue pour plusieurs shoot 'em ups, notamment Bangai-O et Ikaruga de Treasure,,.
En janvier 2000, trois mois après le lancement de la console en Amérique du Nord, le magazine Electronic Gaming Monthly fait l'éloge de sa ludothèque en déclarant: «... avec des trucs comme Soul Calibur, NBA 2K, et bientôt Crazy Taxi, nous pensons que vous êtes heureux d'avoir franchi le pas des 128-bit». Dans une rétrospective, Jeffrey L. Wilson de PC Magazine fait référence à la «ludothèque qui tue» de la Dreamcast et décrit l'influence créative et l'innovation visuelle de Sega comme étant à son apogée durant la période de la Dreamcast. L'équipe du magazine Edge est d'accord avec cette évaluation des jeux originaux développé pour la Dreamcast, et des conversions de jeux d'arcade de Sega, déclarant que la console «a livré les premiers jeux qui pouvaient être décrits de manière significative comme arcade-parfaits (comprendre : copie parfaite des jeux d'arcades originaux)». Blake Snow, un des rédacteurs du magazine GamePro, considère que la ludothèque Dreamcast est "très louée (pour ses jeux)". Damien McFerran de Retro Gamer fait l'éloge des ports de jeux d'arcade NAOMI suir la Dreamcast, en déclarant: «Le plaisir de jouer à Crazy Taxi sur une borne d'arcade en sachant très bien qu'une conversion au pixel près (et non un portage bancal) est prévu sur la Dreamcast est une expérience dont les joueurs ne seront probablement plus témoins». Dans Loading... The Journal of the Canadian Game Studies Association, Nick Montfort et Mia Consalvo ont écrit que «la Dreamcast a accueilli une quantité remarquable de jeux vidéo qui sont allés au-delà de l'étrange et de l'inhabituel et qui sont intéressants lorsqu'ils sont considérés comme avant-gardistes... il est difficile d'imaginer un jeu console (qui est un produit) commercial exprimant une forte résistance à la perspective d'être une marchandise et à la vision que la production de jeux est commerciale. Mais même lorsqu'il s'agit de résister à la commercialisation (NdT: ici les auteurs font référence à la volonté de voir un jeu principalement, voire uniquement comme un produit commercial), on peut soutenir que les jeux Dreamcast sont plus proches de cette attitude que n'importe quel autre console de jeux vidéo.» Jeremy Parish de 1UP.com a fait un comparatif entre la production vidéoludique de Sega pour la Dreamcast, qui comprenait certains des «jeux les plus variés, créatifs et amusants que la société ait jamais produits», a celle, jugée plus fade, de cette même société depuis qu'elle est passée au statut d'éditeur tiers. Fahs a noté que «la vie de la Dreamcast fut éphémère, mais elle était saturée de titres mémorables, dont la plupart étaient des licences complètement nouvelles». Selon l'auteur Steven L. Kent, «De Sonic Adventure et Shenmue à Space Channel 5 et Seaman, la Dreamcast a donné et donné et donné et donné (des jeux mémorables).».

## Accueil sur le moment et avisa posteriori
En décembre 1999, le magazine Next Generation donne à la Dreamcast une note de 4 étoiles sur 5 et déclare : « Si vous voulez la console la plus puissante disponible actuellement, présentant les meilleurs graphiques à un prix raisonnable, cette console est faite pour vous ». Cependant, lorsqu'il faut évaluer l'évolution de la Dreamcast dans les années à venir, le même magazine ne lui décerne que 3 étoiles sur 5, notant que Sony livrera un produit supérieur du point de vue hardware l'année suivante, la PlayStation 2, et que Nintendo a dit qu'il ferait de même avec la GameCube. Au début de l'année 2000, c'est au tour d'Electronic Gaming Monthly de noter la Dreamcast. La nouvelle console de Sega obtient des notes de 8,5 - 8,5 - 8,5 - 8,5 - 8,5 - 8,0 et 9,0 points sur 10 de la part des testeurs du magazine. En 2001, les notes des journalistes d'Electronic Gaming Monthly passent à 9,0 - 9,0 - 9,0 - 9,0 - 9,0 et 9,5 sur 10 pour la Dreamcast. De son côté Businessweek, un magazine hebdomadaire américain spécialisé dans l'économie, considère que la Dreamcast est l'un des meilleurs produits de 1999.
En 2009, IGN décerne à la Dreamcast le titre de 8e plus grande console de jeu vidéo de tous les temps, une reconnaissance englobant aussi bien les innovations que les jeux de la console. Selon IGN, «La Dreamcast a été la première console à incorporer un modem intégré pour jouer en ligne, et bien que la mise en réseau n'ait pas eu l'éclat et le raffinement de ses successeurs, c'était la première fois que les utilisateurs pouvaient simplement allumer (une console) et jouer avec des utilisateurs du monde entier». En 2010, Jeffrey L. Wilson de PC Magazine considère que la Dreamcast est la plus grande console de jeu vidéo (de tous les temps), soulignant qu'elle est «partie trop tôt». En 2013, Edge désigne la Dreamcast comme étant la 10e meilleure console des 20 dernières années, soulignant les innovations qu'elle a ajoutées au jeu vidéo sur console, y compris le chat vocal en jeu, les contenus téléchargeables et la technologie du second écran grâce à l'utilisation des VMU. Edge explique ses mauvaises performances en matière de ventes en déclarant: «La console de Sega était sans aucun doute en avance sur son temps, et elle a souffert à la vente pour cette raison... mais son influence se fait encore sentir aujourd'hui». Dans son ouvrage 1001 Video Games You Must Play Before You Die, Duncan Harris a écrit: «L'une des raisons pour lesquelles les joueurs plus âgés ont pleuré la perte de la Dreamcast est qu'elle marquait la fin de la culture du jeu d'arcade... La console de Sega donnait l'espoir que les choses n'étaient pas sur le point de changer pour le pire et que les principes du fun immédiat et des graphiques brillants et attrayants n'étaient pas sur le point de sombrer dans un marais brun et vert de jeux de guerre réaliste». Parish, qui est alors journaliste pour USGamer, a comparé la bibliothèque diversifiée de la Dreamcast avec le "sens étouffant du conservatisme" qui a imprégné l'industrie du jeu au cours de la décennie suivante. Alors que de plus en plus de fans de la Dreamcast la présentent «comme un petit JFK carré en plastique blanc», Dan Whitehead d'Eurogamer pense que la courte durée de vie du système «peut avoir scellé sa réputation d'être l'une des plus grandes consoles jamais vu» : «Rien ne construit mieux un culte qu'une mort tragique». Enfin, selon Travis Fahs d'IGN, «De nombreux fabricants de hardware sont venus et sont partis, mais il est peu probable qu'aucun d'entre eux soit sorti avec la moitié de la classe de Sega».